# Harry Reynolds (kolarz)
Harry Reynolds (ur. 14 grudnia 1874 w Balbriggan – zm. 16 lipca 1940 tamże) – irlandzki kolarz torowy, dwukrotny medalista mistrzostw świata.

## Kariera
Największy sukces w karierze Harry Reynolds osiągnął w 1896 roku, kiedy zdobył złoty medal w sprincie indywidualnym amatorów podczas mistrzostw świata w Kopenhadze. W zawodach tych bezpośrednio wyprzedził reprezentanta gospodarzy Edwina Schradera oraz Francuza Charlesa Guillaumeta. Podczas ceremonii dekoracji medal wręczył mu król Danii Chrystian IX, orkiestra zaczęła grać hymn Wielkiej Brytanii "God Save The Queen", a na maszt obok podium wciągnięto Union Jacka. Reynolds zaprotestował, wskazując że jest Irlandczykiem i nie chce by jego zwycięstwo przypisano Wielkiej Brytanii. W wyniku protestu na maszt wciągnięto zieloną flagę, a zamiast God Save The Queen odegrano irlandzką pieśń. Tym samym został pierwszym w historii irlandzkim kolarzem, który zdobył tytuł mistrza świata w kolarstwie. Ponadto wielokrotnie wygrywał zawody w Irlandii i pozostałych częściach Zjednoczonego Królestwa Wielkiej Brytanii i Irlandii, w tym złote medale na dystansach 5 i 50 mil podczas mistrzostw Irlandii w 1895 roku. Nigdy nie wystąpił na igrzyskach olimpijskich.